# 北海道道500号音別浦幌線
北海道道500号音別浦幌線（ほっかいどうどう500ごう おんべつうらほろせん）は、北海道釧路市と十勝郡浦幌町を結ぶ一般道道である。

## 概要

### 路線データ
- 起点：北海道釧路市音別町音別原野基線（北海道道241号本流音別停車場線交点）
- 終点：北海道十勝郡浦幌町字常室（北海道道56号本別浦幌線交点）
- 総距離：30.8 km
  - 未供用区間：釧路市音別町ムリ - 十勝郡浦幌町字炭山6.8 km
- 冬期通行止：十勝郡浦幌町字炭山 - 十勝郡浦幌町字福山7.7 km（12月上旬 - 4月下旬）

## 歴史
- 1965年（昭和40年）3月26日 - 路線認定[1]。

## 地理

### 通過する自治体
- 釧路総合振興局
  - 釧路市
- 十勝総合振興局
  - 十勝郡浦幌町

### 主な接続道路
釧路市
- 北海道道241号本流音別停車場線 - 音別町音別原野基線（起点）

浦幌町
- 北海道道56号本別浦幌線 - 常室（終点）

### 沿線にある施設など
浦幌町
- 浦幌炭鉱跡 - 炭山